# برهغينه (مقاطعة غيلانغرب)
برهغينه (بالفارسية: بره‌گینه) هي قرية تقع في كرمانشاه في إيران. يقدر عدد سكانها بـ 16 نسمة بحسب إحصاء 2016.